# Berethelmus
Berethelmus, Berthelmus oder Berethelm wird 762, zur Zeit Pippins des Jüngeren, als Bischof von Köln genannt. Außer seinem Namen ist von ihm nichts überliefert. Weitere Namensformen sind Berehthelmus, Bernhelinus, Berterinus, Bertholinus.

## Leben
Er erscheint am 13. August 762 in der hochrangigen Zeugenreihe in einer in Trisgodros ausgefertigten, wichtigen Urkunde Pippins und seiner Gemahlin Bertrada. In dem Diplom bekräftigen sie die Rechte der von ihnen 752 als karolingisches Hauskloster neugegründeten Abtei Prüm und stellen das Kloster unter ihren Schutz. Nach den verschiedenen Bischofskatalogen für Köln wird seinem Episkopat eine Länge von 10 Jahren zugemessen. Sein Todestag soll der 5. Februar sein.